# Gröna hund
Gröna hund på Gröna Lund, även känd som Gröna hund, var den första revy som producerades av AB Svenska Ord, det vill säga Hans Alfredson och Tage Danielsson – även kallade "Hasseåtage". Revyn hade urpremiär på Gröna Lund i Stockholm våren 1962. 
Det är den första av tre revyer av Alfredsson och Danielsson att ha ordet "hund" i sitt namn. De andra två var Gula Hund och Svea Hund. Föreställningen gästspelade även i Göteborg, Malmö och i Oslo. Förutom Hasse och Tage medverkade bland andra Monica Zetterlund, Mille Schmidt, Lissi Alandh, Muriel Ali och Lasse O'Månsson. När Monica Zetterlund istället påbörjade en folkparksturné togs hennes plats av först Gunwer Bergkvist, sedan Sonya Hedenbratt.
Det mest kända numret från revyn är Hasse Alfredsons monolog "Ringaren" om Pastor Jansson ("Varför kommer ni inte när jag ringer"?). Det var också i denna revy som Alfredsons Lindeman-figur skapades, som ett improviserat inslag i en avdelning i revyn som hette Lekstuga. Först var det "O'Månsson" som intervjuade Hasse Alfredson om ett dagsaktuellt ämne. Så småningom kom de på att gubben skulle ha ett namn. Efter att ha prövat namn som "Valfrid Lindström" och "Valdemar Lindeman" bestämde de sig under sommaren 1962 för namnet "Valfrid Lindeman". När Lindeman-gubben återkom två år senare presenterades han som "Malte Lindeman, son till Valfrid Lindeman".
Tage Danielsson tänkte först inte vara med i revyn utan bara regissera. Han tvivlade på sin förmåga som scenartist, men övertalades av kollegorna att försöka. Han sjöng den satiriska visan MRA är bra, som fick ett mycket bra bemötande. Till turnén skrev han ännu ett sångnummer åt sig, till melodin Livet i finnskogarna:  "Först så går det ner, sen går det upp, sen går det ännu högre upp".

## Musikalbum
På det efterföljande musikalbumet Gröna hund på Gröna Lund ingår numren "Teaterhistorisk översikt", "En ung flicka talar ut", "Kalinka", "Efterlysning", "Ringaren", "Lär oss i kväll", "Nilsson", "Höghuset", "MRA är bra", "En slump", "Mammas bästa vaggsång (Rock-a-bye your baby)", "Bensin & lortvatten", "Inredningsarkitekt Valfrid Lindeman" och "Lilla Amerika".